# Masao Matsusaka
Masao Matsusaka (jap. 松坂誠應 Matsusaka Masao; ur. 18 lipca 1994) – japoński zapaśnik walczący w stylu wolnym. Zajął siedemnaste miejsce na mistrzostwach świata w 2017. Siódmy na mistrzostwach Azji w 2016. Trzeci w Pucharze Świata w 2018 roku.